# Drum în penumbră
Drum în penumbră este un film românesc din 1972 regizat de Lucian Bratu. Rolurile principale au fost interpretate de actorii Margareta Pogonat, Cornel Coman și Ileana Stana Ionescu.

## Distribuție
Distribuția filmului este alcătuită din:
- Margareta Pogonat — Monica Holban, dactilografă în redacția revistei Avîntul literar
- Cornel Coman — Radu Andreescu, inginer chimist și inventator
- Ileana Stana Ionescu — Gina, prietena Monicăi
- Ioana Ciomîrtan — mama Monicăi
- Carmen Galin — Ada, turista tânără din Ploiești, colega de cameră a Monicăi la Hotelul Neptun
- Aurel Giurumia — Gheorghe Panait, responsabilul cu repartițiile al biroului ONT din Constanța
- Doina Stănescu — Raluca, fata adolescentă a Monicăi
- Iulian Vișa — soldatul care așteaptă autobuzul
- Laurențiu Gîlmeanu — Gelu, băiatul adolescent al Monicăi, pasionat de baschet
- Constantin Lungeanu — medicul din Constanța
- Mihai Heroveanu — Aronescu, avocatul de divorțuri al Monicăi
- Octavian Cotescu — Spulber, redactorul șef al revistei Avîntul literar
- Marietta Gáspár
- Hamdi Cerchez — poetul colaborator la Avîntul literar
- Mircea Cojan
- Dinu Gherasim
- Barbu Ionescu
- Mariana Cerconi
- Costin Prișcoveanu
- Emil Bozdogescu
- Costache Dumitru
- Vasile Drăgan
- Sanda Ghiculescu Voica
- Gianina Popa
- Constantin Țurcanu
- Octavian Postoacă
- Adrian Simionescu

## Primire
Filmul a fost vizionat de 1.715.929 de spectatori în cinematografele din România, după cum atestă o situație a numărului de spectatori înregistrat de filmele românești de la data premierei și până la data de 31 decembrie 2014 alcătuită de Centrul Național al Cinematografiei.